# Гарнизонная школа
Гарнизо́нная школа  (фр. garnison от garnir — снабжать, вооружать, также полковая школа), Школа солдатских детей — военное учебное заведение, дававшая начальное образование для детей лиц солдатского сословия, располагавшееся в гарнизоне (полку) Императорской армии и подготовки их к службе в РИА на определённых должностях. Матросских детей обучали в адмиралтейских школах.
Гарнизонные школы предназначались для подготовки солдат, других лиц нижних чинов, унтер-офицеров и нестроевых РИА. К обучению детей привлекали наиболее подготовленные унтер-офицеры и офицеры. Ответственность за качество обучения возлагалась на командира полка (отдельного батальона).
Низший разряд военно-учебных заведений России, где обучали детей солдат грамоте, чтению, письму, арифметике, строевой подготовке, основам артиллерии, инженерного дела и другим военным наукам. В гарнизонные школы предписывалось принимать солдатских и унтер-офицерских детей, начиная с 7-летнего возраста, как от того гарнизона, при котором школа учреждена, так и от губернских штатных воинских команд. В гарнизонные школы также принимались и дети отставных военнослужащих, проживающих в городах и уездах, рождённые во время службы. В случае, если дети не имели никакого содержания, возраст приёма в гарнизонную школу снижался до 5 лет от роду. Воспитанниками школ солдатских детей комплектовались хоры.
Гарнизонных школы являлись предшественниками кадетских корпусов и суворовских военных училищ.
В советский период России Гарнизонными школами иногда называли школы в гарнизонах за пределами Союза в группах войск ВС СССР.

## История
Первая гарнизонная (полковая) школа для солдатских детей была открыта в 1698 году при артиллерийской школе Преображенского полка, для обучения грамоте, счёту и бомбардирному делу.
Понимая всю важность образования, Пётр Великий своим Указом 1721 года учредил гарнизонные школы при каждом полку (гарнизоне) численностью по 50 человек солдатских детей, для обучения их грамоте и «мастерствам», то есть ремёслам. В 1721 г. по указу Петра I при каждом пехотном полку (батальоне) (на тот момент — 49 единиц, в них числилось 2475 мальчиков) были учреждены школы на 50 солдатских детей для обучения их грамоте и различным ремеслам или различным «мастерствам» для военного дела. Возраст обучающихся был от 7 до 15 лет. В зависимости от их способностей, определявшихся в первые месяцы пребывания в гарнизонной школе, их делили на несколько подгрупп по специализациям: 10 человек специализировались в области артиллерии и фортификации, 20 — в области пения и музыки, 10 — учились различным ремёслам, 10 — готовились стать писарями. В 15-летнем возрасте дети направлялись в армейские и гарнизонные формирования для прохождения службы на должности писарей, флейтистов и других музыкантов. Наиболее способных учеников оставляли в школе до 18-летнего возраста. Школы находились под надзором офицеров, общее руководство ими осуществляли вице-губернатор, губернатор и генерал-губернатор. По табели 1720 года и по штату 1732 года для содержания солдатских детей в гарнизонах предписывалось в каждом полку иметь вакансии.
В школы поступали солдатские дети 7-летнего возраста. По другим данным все они сначала обучались грамоте, а затем более способные — артиллерии и фортификации, или пению и музыке, или письмоводству, или слесарному мастерству; менее способные — столярному, кузнечному, сапожному и другим ремёслам. По достижении 15 лет способнейшие воспитанники оставлялись в школах ещё на три года для усовершенствования; остальные назначались на службу в армию. После поступления в гарнизонную школу государственное содержание прекращалось, а вместо него выплачивалось жалованье. В 1731 году в первый год — 1 рубль 35 копеек; после обучения письму, пению, арифметике, музыке, слесарному мастерству и писарской должности жалованье возрастало до 1 рубля 59 копеек в год. После обучения геометрии и фортификации жалованье возрастало до 2 рублей 07 копеек в год. Кроме этого, ежемесячно школьнику полагалось два четверика муки (два пуда), 1/8 четверика круп, 2 фунта соли. Раз в три года выдавались мундир, овчинная шуба, штаны, шапка. Ежегодно отпускалась материя на галстуки, две рубахи, двое портов, две пары башмаков с пряжками и чулок. Учащимся третьего класса выдавалась красная материя на воротник к кафтану.
Дальнейшее развитие гарнизонные школы получили в 1732 году, Анна Иоанновна повелела добавить в каждой гарнизонной школе по 14 вакансий, и число учащихся в них было доведено до 4000 человек. Её же Указом от 21 сентября 1732 года все солдатские дети, рождённые в службе, по достижении ими установленного возраста подлежали зачислению в службу. По Указам Сената 1735 и 1745 годов в гарнизонных школах разрешалось содержать солдатских детей сверх комплекта за счёт доходов Штатс-Конторы. В литературе упоминается Московская гарнизонная школа солдатских детей.
В 1744 году слились с начальными общеобразовательными (цифирными) школами и сохраняя свой военный характер, просуществовали до 1798 года.
В 1758 году было приказано причислить к военному ведомству и распределить по гарнизонным школам всех солдатских детей, и при Елизавете Петровне в гарнизонных школах уже обучалось 6002 человека. Указом Сената от 18 ноября 1758 года было предписано 

чтоб солдатския дети в школы отправляемы были, а мимо оных никуда не употреблялись …, и тех солдатских детей из армейских полков отсылать в гарнизонныя школы поблизости.
 В этом же Указе предписывается присылать в Сенат ежегодные рапорты с указанием числа учеников и перечнем изучаемых дисциплин.
В соответствии с положением «О гарнизонах» 1764 года в штате каждой гарнизонной роты имелись 6 и в гарнизонных батальонах — 54 вакантных солдатских должности, средства на содержание которых перенаправлялись в гарнизонные школы, создаваемые при каждом гарнизонном батальоне. В 108 гарнизонных батальонах военного ведомства полагалось иметь к обучению 5832 школьника. Денежные средства, выделяемые военным ведомством на указанные выше штатные должности, были значительными и позволяли содержать в гарнизонных школах «могущих сверх комплектных школьников». На обеспечение каждого учащегося форменной одеждой, провиантом, книгами и необходимыми для обучения принадлежностями в год выделялось пять рублей 79,5 копейки. В 1765 году в связи с увеличением числа учеников в гарнизонных школах на содержание сверхкомплектных было дополнительно выделено 20 000 рублей. И уже при Екатерине II численность обучающихся была доведена до 12 000 человек.
Указом Сената от 21 августа 1784 года зачислению на военную службу подлежали только те дети отставных солдат, которые уже достигли 12 лет и обучались в казённых школах. Они подлежали направлению в «тамошние» воинские команды.
В 1798 году, одновременно с учреждением в Петербурге военно-сиротского дома, гарнизонные школы были переименованы в военно-сиротские отделения, на 16 400 воспитанников, которые не только получали образование в стенах этих учебных заведениях, но и, находясь на полном обеспечении, проживали в них и получали соответствующее воинское воспитание. С начала XIX века, в 1805 году, реорганизованы в кантонистские школы.
Есть и другие данные, указывающие, что в 1798 году они были реорганизованы в батальоны и роты военных кантонистов, где солдатские дети обучались грамоте, ремеслам и строевой подготовке. В 1858 году эти заведения были преобразованы в училища военного ведомства, переименованные в 1866 году в военно-начальные школы, а в 1868 году — в военные прогимназии.